# 에일렌베르크-매클레인 공간
대수적 위상수학에서 에일렌베르크-매클레인 공간(-空間, 영어: Eilenberg–MacLane space)은 주어진 특정 차수의 호모토피 군을 제외하고 다른 호모토피 군이 모두 자명군인 위상 공간이다.

## 정의
군 {\displaystyle G} 및 양의 정수 {\displaystyle n\in \mathbb {Z} ^{+}}에 대하여, 에일렌베르크-매클레인 공간 {\displaystyle K(G,n)}은 다음과 같은 호모토피 군을 갖는 위상 공간이다.
{\displaystyle \pi _{k}(K(G,n))={\begin{cases}G&k=n\\1&k\neq n\end{cases}}}
만약 {\displaystyle n>1}이라면, {\displaystyle G}는 아벨 군이어야만 한다. 이러한 성질을 갖는 공간은 항상 존재하며, 항상 CW 복합체로 잡을 수 있으며, 약한 호모토피 동치를 무시하면 유일하다.
주어진 아벨 군 {\displaystyle G}에 대하여, 고리 공간 함자 {\displaystyle L}을 통해
{\displaystyle \cdots {\xrightarrow {L}}K(G,2){\xrightarrow {L}}K(G,1){\xrightarrow {K}}(G,0)}
을 정의할 수 있다. 이는 스펙트럼을 이루며, 에일린베르크-매클레인 스펙트럼이라고 한다. 이는 {\displaystyle G} 계수의 코호몰로지를 나타내는 스펙트럼이다.

## 구성
임의의 군 {\displaystyle G} 및 양의 정수 {\displaystyle n}이 주어졌으며, 만약 {\displaystyle n>1}이라면 {\displaystyle G}가 아벨 군이라고 하자. 그렇다면
{\displaystyle K(G,n)}는 다음과 같이 다음과 같이 구체적으로 구성할 수 있다.

### CW 복합체를 통한 구성
{\displaystyle K(G,n)}을 이루는 CW 복합체를 다음과 같이 구성할 수 있다.
우선, {\displaystyle n}차원 초구들의 쐐기합의 {\displaystyle n}차 호모토피 군은 {\displaystyle n=1}일 경우 자유군이고, {\displaystyle n>1}일 경우 자유 아벨 군이다.
{\displaystyle \pi _{1}\left(\bigvee _{I}\mathbb {S} ^{1}\right)\cong \langle I\rangle }
{\displaystyle \pi _{n}\left(\bigvee _{I}\mathbb {S} ^{n}\right)\cong \mathbb {Z} ^{\oplus I}}
군 {\displaystyle G}의 표시
{\displaystyle G\cong \langle I|(R_{j})_{j\in J}\rangle \qquad (R_{j}\in F(I)}
를 임의로 고르자. 여기서 {\displaystyle F(I)}는 {\displaystyle n=1}일 경우 집합 {\displaystyle I} 위의 자유군이며 {\displaystyle n>1}일 경우 집합 {\displaystyle I} 위의 자유 아벨 군이다. 그렇다면, {\displaystyle n}차원 초구들의 쐐기합
{\displaystyle X_{n}=\bigvee _{i\in I}\mathbb {S} ^{n}}
을 생각하자. 각 {\displaystyle j\in J}에 대하여, {\displaystyle R_{j}\in F(I)\cong \pi _{n}(X_{1})}에 대응하는 사상
{\displaystyle f_{j}\colon \mathbb {S} ^{n}\to \pi _{n}(X_{1})}
을 고르자. 이 사상을 따라, {\displaystyle n+1}차원 세포들을 붙여 CW 복합체 {\displaystyle X_{n+1}}을 만들 수 있다. 그렇다면
{\displaystyle \pi _{i}(X_{n+1})=0\qquad \forall i<n}
{\displaystyle \pi _{n}(X_{n+1})\cong G}
이다. 그러나 {\displaystyle X_{n+1}}은 자명하지 않은 고차 호모토피 군을 가질 수 있다.
이를 차례로 다음과 같이 없앨 수 있다.
- {\displaystyle \pi _{n+1}(X_{n+1})}의 생성원들을 골라, 그 수만큼 {\displaystyle n+2}차원 세포들을 붙여 이들을 죽인다. 이를 {\displaystyle X_{n+2}}라고 하자.
- {\displaystyle \pi _{n+2}(X_{n+2})}의 생성원들을 골라, 그 수만큼 {\displaystyle n+3}차원 세포들을 붙여 이들을 죽인다. 이를 {\displaystyle X_{n+3}}라고 하자.

이와 같이 계속하여 모든 {\displaystyle n}에 대하여 {\displaystyle X_{n}}을 정의한 뒤, 그 귀납적 극한
{\displaystyle X_{\infty }=\varinjlim _{n\to \infty }X_{n}}
을 취하자. 그렇다면 {\displaystyle X_{n}}은 {\displaystyle K(G,n)}을 이룬다.

### 분류 공간을 통한 구성
군 {\displaystyle G}에 이산 위상을 주자. 그렇다면, 분류 공간 {\displaystyle \operatorname {B} G}는 1차 에일렌베르크-매클레인 공간
{\displaystyle \operatorname {B} G\simeq K(G,1)}
을 이룬다.  이러한 분류 공간은 다음과 같이 단체 복합체로 구성할 수 있다. 우선, {\displaystyle \operatorname {E} G}가 다음과 같은 무한 차원 단체 복합체라고 하자.
- {\displaystyle \operatorname {E} G}의 {\displaystyle n}차원 단체의 집합은 {\displaystyle G^{n+1}}이다.
- {\displaystyle [g_{0},\dots ,g_{n}]\in G^{n+1}}은 각 {\displaystyle i}에 대하여 면 {\displaystyle [g_{0},\dots ,{\hat {g}}_{i},\dots ,g_{n}]\in G^{n}}과 붙여져 있다.

이는 축약 가능 공간이다. {\displaystyle \operatorname {E} G} 위에는 다음과 같은 {\displaystyle G}의 작용이 존재한다.
{\displaystyle g\colon \operatorname {E} G\to \operatorname {E} G}
{\displaystyle g\colon (g_{0},\dots ,g_{n})\mapsto (gg_{0},\dots ,gg_{n})}
이에 따라 몫공간 {\displaystyle \operatorname {B} G=\operatorname {E} G/G}를 정의할 수 있다. 정의에 따라 이는 {\displaystyle \pi _{1}(\operatorname {B} G)\cong G}이며 고차 호모토피 군을 갖지 않는다.
마찬가지로 고차 에일렌베르크-매클레인 공간도 유사한 방법으로 정의할 수 있다.

## 성질
다음이 성립한다.
{\displaystyle K(G,n)\times K(H,n)\simeq K(G\times H,n)}
{\displaystyle K(G,n-1)\simeq \Omega K(G,n)}
여기서 {\displaystyle \Omega X}는 {\displaystyle X} 위의 고리 공간(영어: loop space)이다.
에크먼-힐튼 쌍대성(영어: Eckman–Hilton duality) 및 브라운 표현 정리에 따라, 코호몰로지는 에일렌베르크-매클레인 스펙트럼에 의하여 표현된다.
{\displaystyle \operatorname {H} ^{n}(X;G)\cong \hom _{\operatorname {hTop} _{\bullet }}\left(X,K(G,n)\right)}
특히,
{\displaystyle \operatorname {H} ^{1}(X;\mathbb {Z} )\cong \hom _{\operatorname {hTop} _{\bullet }}\left(X,\mathbb {S} ^{1}\right)}
{\displaystyle \operatorname {H} ^{2}(X;\mathbb {Z} )\cong \hom _{\operatorname {hTop} _{\bullet }}\left(X,\mathbb {CP} ^{\infty }\right)}
이다.
- 첫 등식은 {\displaystyle \operatorname {S} ^{1}}이 무한 순환군의 분류 공간 {\displaystyle \operatorname {B} \mathbb {Z} }이므로, {\displaystyle \mathbb {Z} }-주다발은 1차 코호몰로지류에 의하여 완전히 분류됨을 뜻한다. 구체적으로, {\displaystyle f\colon X\to \mathbb {S} ^{1}}에 대응하는 코호몰로지류는 {\displaystyle \mathbb {S} ^{1}}의 유일한 1차 코호몰로지류의 당김이다.
- 둘째 등식은 {\displaystyle \mathbb {CP} ^{1}}이 원군의 분류 공간 {\displaystyle \operatorname {B} \operatorname {U} (1)}이므로, U(1)-주다발 (복소수 선다발)은 2차 코호몰로지류 (천 특성류)에 의하여 완전히 분류됨을 뜻한다. 구체적으로, {\displaystyle f\colon X\to \mathbb {CP} ^{\infty }}에 대응하는 코호몰로지류는 {\displaystyle \mathbb {CP} ^{\infty }}의 2차 코호몰로지 {\displaystyle \operatorname {H} ^{2}(\mathbb {CP} ^{\infty })\cong \mathbb {Z} }의 생성원의 당김이다.

## 예
대표적인 에일렌베르크-매클레인 공간으로는 다음이 있다.
| {\displaystyle K(\mathbb {Z} ,1)}                       | {\displaystyle \mathbb {S} ^{1}}                                                                  |
| {\displaystyle K(\mathbb {Z} ^{\oplus n},1)}            | 타원면 {\displaystyle \mathbb {T} ^{n}}                                                           |
| {\displaystyle K(F_{k},1)} ({\displaystyle k}차 자유군) | 원의 쐐기합 {\displaystyle \bigwedge _{i=1}^{k}\mathbb {S} ^{1}}                                  |
| {\displaystyle K(\mathbb {Z} /2,1)}                     | 무한 차원 실수 사영 공간 {\displaystyle \mathbb {P} ^{\infty }(\mathbb {R} )}                     |
| {\displaystyle K(\mathbb {Z} /m,1)}                     | 무한 차원 렌즈 공간 {\displaystyle \mathbb {S} ^{\infty }/(\mathbb {Z} /m)}                       |
| {\displaystyle K(\pi _{1}(\Sigma _{g}),1)}              | {\displaystyle \Sigma _{g}} (종수 {\displaystyle g} 콤팩트 가향 곡면)                             |
| {\displaystyle K(\pi _{1}(S^{3}\setminus K),1)}         | {\displaystyle S^{3}\setminus K} ({\displaystyle K}는 매듭)                                       |
| {\displaystyle K(\mathbb {Z} ,2)}                       | 무한 차원 복소수 사영 공간 {\displaystyle \mathbb {P} ^{\infty }(\mathbb {C} )}                   |
| {\displaystyle K(\mathbb {Z} ,n)}                       | 초구 위의 무한 차원 짜임새 공간 {\displaystyle \operatorname {Conf} ^{\infty }(\mathbb {S} ^{n})} |

유한 차수 원소를 갖는 군 {\displaystyle G}에 대하여, {\displaystyle K(G,1)}은 유한 차원 CW 복합체가 될 수 없다.

## 역사
사무엘 에일렌베르크와 손더스 매클레인이 도입하였다.

## 같이 보기
- 포스트니코프 탑
- 무어 공간 (대수적 위상수학)